# Schefflera coenosa
Schefflera coenosa är en araliaväxtart som först beskrevs av René Viguier, och fick sitt nu gällande namn av David Gamman Frodin. Schefflera coenosa ingår i släktet Schefflera och familjen araliaväxter. Inga underarter finns listade.